# Manolito
Manuel Muñoz Ramírez, conocido como Manolito (Chiclana de la Frontera, Cádiz, España, 25 de febrero de 1961), es un exfutbolista español. Jugaba como centrocampista y desarrolló casi toda su carrera en el Cádiz CF de España.

## Trayectoria
Se formó en la cantera del Cádiz CF, equipo en el que debutó en la temporada 1979-80. Estuvo en el equipo gaditano doce temporadas, ocho de ellas en Primera División. En Primera jugó 158 partidos y anotó 7 goles. En el Cádiz CF vivió tres ascensos a Primera, las temporadas 1980-1981, 1982-1983 y 1984-1985, y dos descensos a Segunda División, las temporadas 1981-1982 y 1983-1984. Es junto a Poli y Linares el jugador que más temporadas ha jugado en el Cádiz CF en Primera División.
Tras dejar el Cádiz CF en 1991, jugó en el Club Deportivo San Fernando y el Chiclana CF. Tras su retirada ejerció de fisioterapeuta en estos dos equipos.

## Clubes
| Club                        | País   | Año       |
| --------------------------- | ------ | --------- |
| Cádiz Club de Fútbol        | España | 1979-1992 |
| Club Deportivo San Fernando | España | 1992-1993 |
| Chiclana Club de Fútbol     | España | 1993-1994 |